# Gunung Hulu Pucuk Kuta Perak
Gunung Hulu Pucuk Kuta Perak är ett berg i Indonesien.   Det ligger i provinsen Aceh, i den västra delen av landet, 1 700 km nordväst om huvudstaden Jakarta. Toppen på Gunung Hulu Pucuk Kuta Perak är 1 240 meter över havet.
Terrängen runt Gunung Hulu Pucuk Kuta Perak är huvudsakligen kuperad, men åt nordväst är den bergig. Runt Gunung Hulu Pucuk Kuta Perak är det ganska tätbefolkat, med 52 invånare per kvadratkilometer. I omgivningarna runt Gunung Hulu Pucuk Kuta Perak växer i huvudsak städsegrön lövskog.